# Christian Quesnot
Christian Quesnot, né le 24 mai 1938 à Vire (Calvados), est un militaire français. Général d'armée, il est chef de l'état-major particulier du président de la République du 24 avril 1991 au 8 septembre 1995.

## Biographie

### Carrière militaire

#### Formation militaire
1960 : Sous-lieutenant, stagiaire à l'école d'application du Génie à Angers, il est ingénieur civil des ponts et chaussées
1972-74 : Capitaine stagiaire à l'Ecole supérieure de guerre.

### Carrière opérationnelle au sein du 17ème régiment du génie parachutiste (17ème RGP) de Montauban
1962 : Lieutenant au Centre instructions du génie parachutiste, au XIe régiment du génie saharien (1962-67).
Du 1er juillet 1971 au 30 mai 1972, le capitaine Quesnot commande la 1ère Compagnie du Génie Aéroporté (CGAP) du 17ème RGP, rattachée au 1er Régiment de Hussards Parachutistes - 1971/1974 - Tarbes.
Chef de bataillon (1974), Lieutenant-colonel (1978), à l´état-major de l´armée de terre (1974-78), au 17ème régiment de génie parachutiste, commandant de groupement du génie parachutiste au Tchad (1979-80).
Colonel (1982), à l´état-major des armées (1980-82).
Du 27 juillet 1982 au 12 juillet 1984, le Colonel Quesnot est chef de corps du 17ème RGP, et commandant de groupement à Beyrouth (Liban) (1983-84).
Chef du bureau planification finances de l´armée de terre (1984-87).
Général de brigade (1987), Chef d´état-major de la première armée à Strasbourg (1987-89), Commandant la septième division blindée et la 65e division militaire territoriale à Besançon (1989-91).

#### Carrière comme Chef de l'état-major particulier du président de la République
Général de division (1991), puis Général de corps d'armée (1992), et Général d'armée (1995), 
Christian Quesnot est chef d’état-major particulier du Président de la République d'avril 1991 à septembre 1995. À ce titre, il a ainsi eu un rôle extrêmement important dans la stratégie militaire française au Rwanda avant et pendant le génocide des Tutsi. Avant le génocide, il considère le Front patriotique rwandais comme des « Khmers Noirs » qui cherchent à créer un « Tutsiland », de l’Ouganda au Burundi. Il porte auprès de François Mitterrand la suggestion de l'amiral Jacques Lanxade, chef d'état-major des armées, « d'autoriser, sous réserve de la plus extrême discrétion et avec l'accord préalable, cas par cas, de l’État-major des Armées, une aide opérationnelle temporaire de quelques conseillers auprès des états-majors ainsi qu'auprès des unités récemment dotées des nouveaux matériels ».
Pendant le génocide, le général Quesnot est en contact direct avec le président de la République rwandaise par intérim Théodore Sindikubwabo. Il préconise à l'Élysée de soutenir militairement le régime dans différentes notes adressées au président de la République[réf. nécessaire].

### Carrière dans le civil
Admis dans la deuxième section du cadre des officiers généraux de l'armée de terre (1995), 
Il est en 1995 nommé président du directoire de SISIE (Services Industries Stratégies International et Environnement).
Christian Quesnot dirige la revue Défense nationale et sécurité collective jusqu’en avril 2008.
À la sortie du rapport de la Commission Mucyo, Christian Quesnot est mentionné comme une des 33 « personnalités politiques et militaires les plus impliquées » dans le génocide des Tutsi de 1994. Il porte plainte pour diffamation contre le ministre de la Justice du Rwanda, Tharcisse Karugarama, mais cette procédure n'a pas abouti.

## Distinctions
- Officier de l'ordre national du Cèdre
- Commandeur de la Légion d'honneur